# Mirandolina
Mirandolina è la protagonista della commedia di Carlo Goldoni La locandiera, del 1753.
Mirandolina, che gestisce una bellissima locanda a Firenze con l'aiuto di un cameriere, Fabrizio, è l'archetipo di donna dal carattere forte e volitivo, ed è divenuta l'espressione della sicurezza del potere delle donne. Tale concezione del personaggio fu rispettata da tutte le attrici che incarnarono, nel tempo, Mirandolina: da Maddalena Marliani-Raffi a Eleonora Duse e Adelaide Ristori, le attrici si sforzarono di impersonare una donna furba ed intrigante, conscia del proprio fascino e delle proprie possibilità, capace di condurre un gioco seduttivo per proprio, esclusivo piacere intellettuale. Meno battuto fu l'aspetto sociologico della dramatis persona, riscoperto da metà del XX secolo grazie ad una rilettura dell'opera: in questo senso, Mirandolina è l'esempio palese dello scontro tra le classi sociali ed i sessi, impegnati in un rocambolesco e divertente ménage.
Mirandolina riesce ad ammaliare i personaggi maschili della commedia: all'inizio Il Marchese di Forlipopoli ed il Conte d'Albafiorita, che rappresentano rispettivamente la nobiltà decadente e la borghesia da poco affermatasi e arricchitasi. Solo il Cavaliere di Ripafratta sembra resisterle, e Mirandolina si applica con tutta la sua arte della seduzione per soggiogarlo al suo fascino.
Con Mirandolina il personaggio della servetta caro alla Commedia dell'Arte, che si rifà propriamente alla maschera di Colombina, evolve da stereotipo a personaggio a tutto tondo, caratterizzato da un volto e personalità ben definite: donna lavoratrice (a differenza degli agiati nobili) e padrona del suo destino (sebbene smentito dal matrimonio finale con Fabrizio, frutto di una promessa della donna al padre), permette una rivalutazione della figura femminile sulla scena e del ruolo dell'attrice stessa, impegnata forse in un lavoro di interpretazione più profondo rispetto a Colombina.
La figura femminile ne La locandiera è l'evoluzione di un prototipo di donna nuova già presentato in commedie quali La donna di garbo, La vedova scaltra e La castalda, dove la servetta scaltra acquisisce un'arma potente: la parola intelligente, con la quale cambiare le sorti della vicenda narrata.
È proprio dell'arte della parola, caratteristica considerata appannaggio del gentil sesso, che Mirandolina si avvale come "arma" per il soddisfacimento del proprio piacere personale: i lunghi monologhi le servono, inoltre, per palesare al pubblico le proprie idee ma anche per guadagnarsene le simpatie, visto che incarna un prototipo femminile inconsueto per l'epoca.
(La Locandiera, Atto I, Scena IX)
Importante è anche il luogo d'azione del personaggio: in quanto donna, Mirandolina ha dalla sua lo spazio d'azione della locanda, ossia le mura domestiche. Non ci è dato sapere della sua vita al di fuori delle mura, né si prevede un futuro che possa portarla fuori dalla sua condizione di locandiera, alla conquista di una rivalsa sociale tramite il matrimonio con un qualsiasi blasonato.